# NGC 2
NGC 2 (również PGC 567 lub UGC 59) – galaktyka spiralna (Sab), znajdująca się w gwiazdozbiorze Pegaza w odległości około 288 milionów lat świetlnych. Odkrył ją Lawrence Parsons 20 sierpnia 1873 roku.
Na ziemskim niebie tworzy optyczną parę z NGC 1, jednak w rzeczywistości galaktyki te znajdują się daleko od siebie i nie są ze sobą fizycznie związane.